# Despre noi
Despre noi este un film românesc din 2009 regizat de Marius Oniceanu.